# Operació Àrtic
Operació Àrtic (originalment en noruec, Operasjon Arktis) és una pel·lícula familiar noruega del 2014 dirigida per Grethe Bøe-Waal. La pel·lícula està basada en la novel·la homònima de 1971 de Leif Hamre. S'ha doblat al valencià per a À Punt.

## Sinopsi
Un tràgic error deixa la Julia, de 13 anys, i els seus bessons de 8, Ida i Sindre, encallats a Halvmåneøya, al mig de l'oceà Àrtic, prop de Svalbard. Sense contacte amb el continent, els nens no només han d'enfrontar-se al perill imminent dels animals salvatges i les tempestes hivernals despietades, sinó també a la lluita pel menjar i la seva pròpia supervivència.